# Viita
Viita is een plaats in de Estlandse gemeente Hiiumaa, provincie Hiiumaa. De plaats heeft de status van dorp (Estisch: küla).
Viita lag tot in oktober 2013 in de gemeente Kõrgessaare, daarna tot in oktober 2017 in de gemeente Hiiu en sindsdien in de fusiegemeente Hiiumaa.

## Bevolking
De ontwikkeling van het aantal inwoners blijkt uit het volgende staatje:
| Jaar            | 2000 | 2011 | 2021 |
| --------------- | ---- | ---- | ---- |
| Aantal inwoners | 2    | 4    | 0    |

## Ligging
De plaats ligt op het schiereiland Kõpu.

## Geschiedenis
Viita werd voor het eerst genoemd in 1871 onder de naam Wita, een nederzetting op het landgoed van  Hohenholm (Kõrgessaare). Rond 1950 werd het dorp bij het buurdorp Laasi gevoegd. In 1997 werd het weer een zelfstandig dorp.